# Antonio Pérez Solano

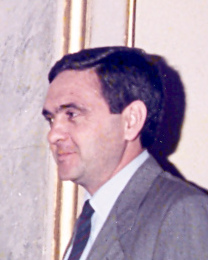
Antonio Pérez Solano, Congreso de los Diputados, 10 de mayo de 1988.

Antonio Pérez Solano (Montemayor de Pililla, 3 de septiembre de 1946-Valladolid, 23 de enero de 2015) fue un político socialista español, en cinco ocasiones diputado al Congreso.

## Biografía
Licenciado en Derecho por la Universidad de Valladolid, abrió el primer despacho de abogados laboralistas en Valladolid en 1972, año en el que se integró también en las entonces ilegales formaciones del Partido Socialista Obrero Español (PSOE) y la Unión General de Trabajadores (UGT). Participó en la Transición democrática como candidato del PSOE en las listas al Congreso de los Diputados por la circunscripción electoral de Valladolid, en las primeras elecciones democráticas de 1977 tras la dictadura franquista. Aunque no resultó elegido entonces, sí lo fue en las de 1982, repitiendo escaño en las cuatro convocatorias siguientes (1986, 1989, 1993 y 1996), tiempo durante el cual fue ponente en varias iniciativas legislativas como en la de ley de Demarcación y Planta judicial, la ley orgánica de Tratamiento de datos personales o en la reforma de le Ley de enjuiciamiento criminal, entre otras. En el período preautonómico ocupó la dirección general de la Consejería de Justicia del Consejo General de Castilla y León. Dentro del ámbito público y tras abandonar su escaño en 2000, tres años después fue elegido por las Cortes de Castilla y León miembro del Consejo Consultivo en el que cesó por jubilación en 2011. Fue galardonado con la cruz de honor de la Orden de San Raimundo de Peñafort.